# زويد
زويد: في علم النبات، زويد هي الخلايا التناسلية (أو الأمشاج) التي تمتلك سوطاً واحدا أو أكثر من سوط، وتكون قادرة على الحركة المستقلة.